# Calypso Rose

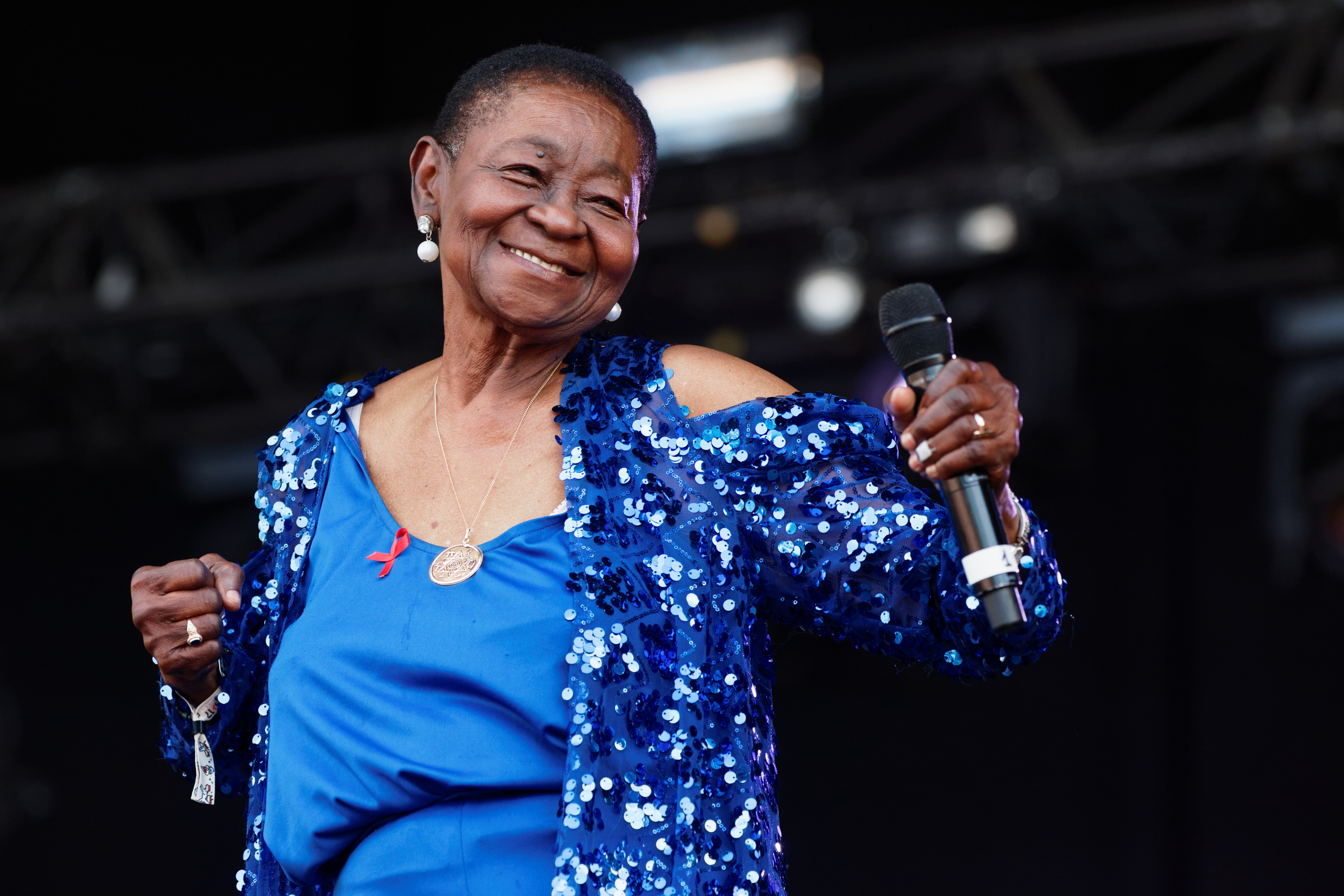
Calypso Rose in 2016.

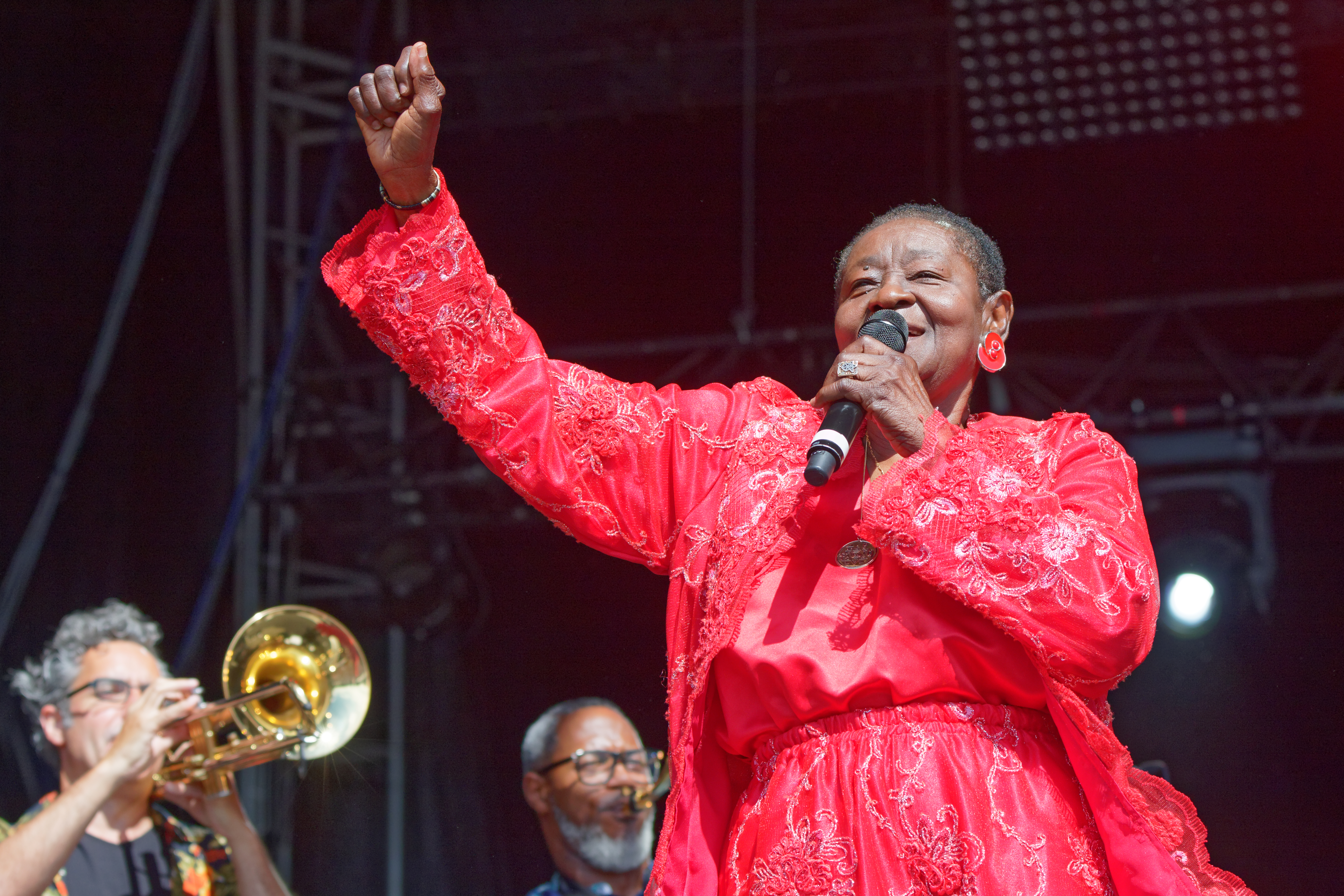
Calypso Rose in 2016 op het Festival du Bout du Monde.

McArtha Linda Sandy-Lewis, beter bekend als Calypso Rose (Bethel, Tobago, 27 april 1940) is een  calypsozangeres en songwriter uit Trinidad en Tobago.

## Biografie
McArtha Linda Sandy-Lewis groeide op een gezin van elf kinderen in Tobago. In haar jonge jaren hoorde ze geen calypso. Haar vader, een predikant, vond dit namelijk muziek van de duivel. Een gezin van elf kinderen was veel voor haar ouders, en om de financiële druk te verlichten werd ze op negenjarige leeftijd geadopteerd door een oom en tante in Trinidad. Hier leerde ze calypso kennen. Op haar vijftiende had ze al opgetreden en een song geschreven.
Rose moest veel weerstand overwinnen in de door mannen gedomineerde calypsocultuur. Lokale kerkelijke groepen keurden het af dat een vrouw calypso zong. Ook waren organisatoren van een prestigieuze calypsocompetitie eerst niet van zins de prijs aan een vrouw uit te reiken. Rose zou - als eerste vrouw - de belangrijke calypsocompetities van Trinidad en Tobago toch winnen: de Calypso Road March en de Calypso Monarch Competition. De naam van de Calypso King Competition moest speciaal voor haar aangepast worden naar Calypso Monarch Competition.
Rose schreef scherpe en vaak humoristische en gevatte teksten over sociale en politieke onderwerpen. Ze schreef als eerste in de calypsomuziek over vrouwenrechten en de ongelijkheid tussen de seksen en over onderwerpen als huiselijk geweld, echtelijke ontrouw en uitbuiting. Haar hit 'No Madame', over de uitbuiting van dienstmeisjes, zorgde voor een wetswijziging waardoor deze dienstmeisjes beter betaald werden. Rose's 'Leave me alone' werd een strijdlied van vrouwen die tijdens het carnaval van Trinidad en Tobago protesteerden tegen seksuele intimidatie.
Rose maakt calypso- en socamuziek en voegde hier elementen aan toe uit andere genres zoals reggae en gospel. De liedjes zijn vaak dansbaar en klinken vaak vrolijk en aanstekelijk.
Rose werkte samen met uiteenlopende muzikanten als Manu Chao, Angelique Kidjo, Mr. Vegas en Kobo Town. Ze trad op met Miriam Makeba en Tito Puente en toerde met Bob Marley.  Ze bracht tientallen albums uit en schreef meer dan 800 songs.
In 2016 bracht ze het album Far from Home uit, geproduceerd door Manu Chao en Ivan Duran. Het album werd platina in Frankrijk en werd positief besproken in onder andere The Guardian, Financial Times, Songlines en Jazzthing. Rose won verschillende prijzen waaronder een Victoire de la Musique Award, een Womex Award en een Songlines Music Award.. 

## Prijzen en onderscheidingen (selectie)
- 1982: benoemd tot ereburger van Belize[11]
- 1989: Sunshine Awards, Female Vocalist of the Year[18]
- 2011: Africa Festival Lifetime Achievement Award[19]
- 2016: Sunshine Awards, Hall of Fame[18]
- 2016: Womex Award[8]
- 2017: Songlines Music Award in de categorie Americas[17]
- 2017: Victoires de la Musique, World Music Album of the Year voor Far from Home[1]
- 2017: Orde van de Republiek Trinidad en Tobago[20]
- 2018: Sacem Grand Prix in de categorie World Music[21]

## Discografie
- 1969: Queen Of The Calypso World
- 1970: Calypso Queen Of The World
- 1972: Sexy Hot Pants
- 1977: Her Majesty Calypso Rose
- 1977: Action is Tight
- 1978: Mass Fever
- 1979: We Rocking For Carnival
- 1980: Ah Cant Wait
- 1981: Mass in California
- 1983: Rose Goes Soca Unlimited
- 1984: Trouble
- 1985: Pan in Town
- 1986: Stepping Out
- 1987: On Top Of The World
- 1987: Leh We Punta
- 1989: Soca Explosion
- 1990: Soul On Fire
- 1992: Rosie Doh Hurt Dem
- 1993: Breaking The Sound Barrier
- 1993: Soca Diva
- 2008: Calypso Rose
- 2016: Far from Home
- 2018: So Calypso!